# Alton National Park
Alton National Park är en park i Australien. Den ligger i delstaten Queensland, omkring 370 kilometer väster om delstatshuvudstaden Brisbane. Arean är 5,6 kvadratkilometer.
Trakten runt Alton National Park är nära nog obefolkad, med mindre än två invånare per kvadratkilometer..
Omgivningarna runt Alton National Park är i huvudsak ett öppet busklandskap. Genomsnittlig årsnederbörd är 562 millimeter. Den regnigaste månaden är januari, med i genomsnitt 107 mm nederbörd, och den torraste är oktober, med 10 mm nederbörd.